# Calliopsis foleyi
Calliopsis foleyi är en biart som först beskrevs av Timberlake 1952.  Calliopsis foleyi ingår i släktet Calliopsis och familjen grävbin. Inga underarter finns listade.